# 宮本顯治
宮本顯治（1908年10月17日—2007年7月18日），日本政治家、文藝評論家、社會主義者。他在二戰以前作為日本共產黨黨員從事地下活動，戰後自1958年開始擔任日本共產黨黨首達40餘年之久，為日本共產黨最高領袖。歷任該黨書記長、委員長、議長職務。後來又擔任過兩屆日本參議院議員。

## 生平
宮本顯治出生在山口縣光市上島田，先後進入舊制德山中學校、松山高等學校學習，創立了社會科學研究會，曾發行文藝雜誌《白亞紀》。1929年8月在東京帝國大學讀書期間，應雜誌《改造》的懸賞，發表評論芥川龍之介的文章「《敗北》的文學」（『敗北』の文学）而獲得第一名獎金，奠定其在文壇中的首席地位。1931年3月自東京帝國大學經濟學部畢業。
1931年5月宮本顯治加入日本共產黨，同時加入日本無產階級作家同盟。此後在日共中央負責政治宣傳工作。1932年2月與作家中條百合子同居。同年3月至4月，由於日本對無產階級文學運動鎮壓，轉入地下活動。其間宮本顯治於1933年1月擔任中央宣傳部部長，4月成為中央委員候補；5月野呂榮太郎成為日共最高領袖之後，宮本顯治升任中央委員。其間宮本顯治以「野澤徹」等筆名發表無產階級文學運動的論文。
1933年12月16日，宮本顯治在街頭聯絡中被捕。日本警察對宮本顯治進行偵訊時，宮本一直緘口不言。警察突襲了宮本顯治的秘密聯絡點，在其床下發現了小畑達夫的屍體。根據日本警方的說法，小畑達夫在宮本等人對其進行查問期間受到毆打導致外傷性休克，最終死亡。這就是日本共產黨內奸查問事件（日本共産党スパイ査問事件）。宮本顯治並沒有被控以違反《治安維持法》的罪名，而是被認定為此次事件的施害者。1934年12月，宮本被移交市谷刑務所關押；同月傳出宮本將與百合子結婚的消息。事實上，此時的宮本顯治與百合子之間會面的機會受到限制，兩人只能通過書信來往。
由於宮本顯治身體狀況不佳的原因，審判一直被推遲，直到七年以後的1940年才開始公開審理。1944年12月5日，東京地方裁判所根據小畑達夫的死因為私刑造成外傷性休克，否定了宮本顯治故意殺人罪名，認定其違反治安維持法、非法監禁、傷害致死、屍體遺棄等罪名，判處無期懲役。1945年5月，宮本放棄了向大審院上訴的要求（根據戰時特例，犯人沒有這項權利）。6月移交網走刑務所，8月日本投降。
1945年10月4日，盟軍駐日總司令部（GHQ）要求日本政府廢除所有限制政治自由和宗教自由的法律，次日司法省下達了釋放政治犯的命令。9日宮本同袴田里見等同志一起獲釋出獄，17日被減刑為懲役20年。1945年5月15日，GHQ民政局指示日本政府恢復二人的政治權利。
1951年1月21日，百合子逝世。在百合子死後，岩崎書店先後刊行了《宮本百合子全集》、《宮本百合子的世界》（宮本百合子の世界）。不久，宮本顯治與百合子在獄中的書信集《十二年的書簡》（十二年の手紙）出版。
宮本顯治的第二任妻子大森壽惠子原來是他的秘書，在百合子逝世後二人結婚。
1950年，由於蘇聯共產黨和工人黨情報局批判日本共產黨和平革命的政策，黨內分裂為所感派和國際派兩派。宮本顯治為國際派的領袖。所感派支持武裝鬥爭，雖然人數上佔有壓倒性優勢，但其主張鮮有國民支持。因此在第25回眾議院議員總選舉、以及翌年的第3回參議院議員通常選舉中，黨的候選人全部落選，其在國會議席中只有1席。

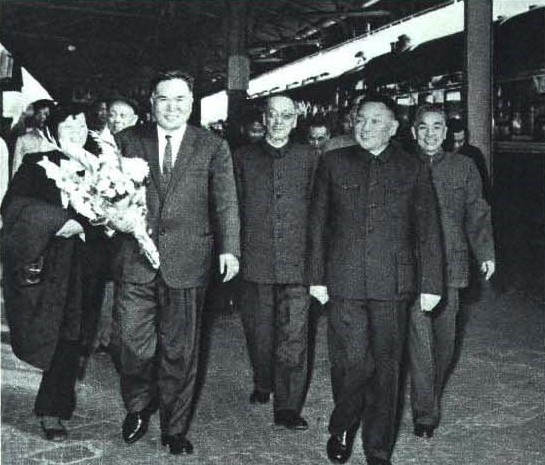
1965年1月，日本共产党书记长宫本显治访问中国，邓小平在广州接待。

1955年3月宮本顯治就任中央指導部員，7月被日本共產黨第6回全國協議會（六全協）第一回中央委員會總會任命為中央機關報紙編輯委員，8月成為常任幹部會成員。在1958年8月的第七回黨大會一中總上，宮本被選為黨書記長 ，標誌著國際派的勝利，所感派失勢。在1970年7月的第11回黨大會一中總上被選為中央委員會幹部會委員長，書記長職務被廢除。
1974年6月26日，民社黨中央執行委員長春日一幸在《每日新聞》上提到小畑達夫之死，聲稱「宮本將小畑私刑處死」(宮本は小畑をリンチで殺した)，以此在參議院選舉前攻擊日本共產黨；日本共產黨則反駁稱「小畑是基於某種特異體質的內因性而突發性猝死」(小畑は特異体質により死亡したもの)。1975年12月10日，《文藝春秋》刊登了立花隆的連載《日本共產黨研究》（日本共産党の研究），公開了日本共產黨內奸查問事件的公審記錄，驚動了日本國會。受此影響，同年的第34回眾議院議員總選舉中，日本共產黨議席大減。
在1990年的日共第19次黨大會上，日共機關報《赤旗報》刊登了羅馬尼亞問題以及對黨內官僚主義的批判。1994年，宮本顯治因病缺席了第20次黨大會，大會以中央委員會副議長立木洋代為主持。1997年9月，宮本顯治在第21次黨大會上缺席並隱退，成為名譽議長。2000年11月的第22次黨大會上，因名譽議長頭銜廢除，宮本顯治改為當選名譽役員。
宮本顯治晚年在東京都多摩市的家中過著療養生活。2007年7月18日，因衰老住院逝世，享年98歲。
宮本顯治長子宮本太郎，為第二任妻子壽惠子所生，任北海道大學大學院教授。另外，現任日共幹部會委員長志位和夫曾經是宮本太郎的家庭教師。

## 外交關係
在宮本顯治時代裡，日共堅持走與國際共產主義運動主流不同的獨立自主路線，因此與很多國家的共產黨關係並不好。
- 與蘇聯共產黨的關係：日共在1948年的的第4回黨大會上提出，在盟軍的佔領下，通過和平、民主的方式過渡到社會主義。這使日共在議會中議席大為增加。但這與當時社會主義運動的武裝鬥爭主流不同，因此共產黨和工人黨情報局在總書記史達林的授意下，於1950年1月公開對此「右傾投降主義」理論和「議會鬥爭」路線進行批判。此後日共分裂，宮本顯治為首的國際派掌握著日共的核心，堅持支持原有的方針。此後日共與蘇共關係惡劣，直到1956年赫魯雪夫上臺後才開始緩和。

- 與中國共產黨的關係：1966年，宮本顯治訪問越南、中國、北朝鮮三國。恰逢中國發生文化大革命，宮本在上海與中國共產黨主席毛澤東會談時，宮本當面拒絕了毛澤東提出的日共在中蘇論戰中支持中共的要求。此後毛澤東一次講話中提出中國的四個敵人：「蘇聯現代修正主義、美國帝國主義、宮本顯治修正主義集團和佐藤榮作反動內閣」，中共與日共的關係從此決裂。直到1998年宮本引退後，其繼任者不破哲三聲稱中共方面承認了過去的錯誤，方才消融了兩黨之間的堅冰。

- 與朝鮮勞動黨的關係：1950年代至1960年代，日共與朝鮮勞動黨保持著友好關係。由於20世紀初共產國際奉行「一國一共產黨」原則，當時朝鮮半島和台灣都是日共的活動範圍。而1948年朝鮮民主主義人民共和國成立之後，在日朝鮮人中有很大一部分是日共黨員，他們於1955年成立在日本朝鮮人總聯合會，事實上已經脫離日共，成為日共與朝鮮勞動黨之間溝通的橋樑。
1968年，宮本顯治再訪北朝鮮，與朝鮮勞動黨總書記金日成會談。宮本對金日成的武裝侵南政策進行了批判。1970年代初，金日成在自己誕辰舉行名為「事業」的慶典，這導致了兩黨關係的冷卻。1983年發生仰光爆炸事件，宮本認為北朝鮮犯下了罪行，宣佈日共斷絕與朝鮮勞動黨之間的關係。1987年，發生大韓航空飛機爆炸事件，根據萩原遼的回憶，宮本當即認為是朝鮮勞動黨所為。

## 外部連結
- 宫本显治：日共“独立自主路线”之父（页面存档备份，存于）